# يوسف حويك
يوسف سعد الله حويك (1883-1962) هو رسام ونحات من حلتا، الواقعة حالياً في لبنان.

## عمله
كان والد يوسف حويك، سعد الله حويك، مستشارًا منتخبًا في المجلس الإداري العثماني لمتصرف. كان جده كاهن القرية وعمه البطريرك حويك.
سافر أولاً إلى روما ودرس مختلف أشكال الفن. كان شغفه الأول للرسم. وركّز على الصدمة الثقافية التي يلاحظها أحد سكان الجبال اللبنانيين الشباب خلال اتصاله بمدينة أوروبية كبرى مثل روما.
انتقل بعد ذلك إلى باريس للانضمام إلى خليل جبران الذي جاء من الجانب الآخر من المحيط الأطلسي. عرف جبران وحويك بعضهما البعض من لبنان، وأصبحا صديقين مقربين في باريس باعتبار أنها جاءا من نفس البلد وكانا في نفس العمر، كما كان لديهما نفس الشغف بالرسم والنحت، حيث درسا الفن مع أوغست رودين لمدة عامين (1909 و 1910). انضم إليهم أمين ريحاني في باريس لفترة قصيرة. وفي باريس أيضًا، التقى مع إيزادورا دنكان الذي اشترى لوحتين منه مقابل 500 فرنك فرنسي. ومن المعروف أنه شارك اجتماعيًا في Le Dome Cafe في مونبارناس في باريس.
كتب في مذكراته أن كتابه المفضل هو «تاريخ الأصول المسيحية»، من تأليف إرنست رينان. ومن المعروف أن يوسف حويك بدأ ترجمة الكوميديا الإلهية لدانتي إلى العربية، ومن غير المعروف ما إذا كان قد أكملها أم لا.

## كتاباته
- «جبران خليل جبران في باريس» ذكريات يوسف الحويك: FMA ، باريس 1995. ترجم إلى الفرنسية بواسطة إدفيك شيبوب. ترجم إلى اللغة الإنجليزية من قبل ماتي موسى.
- يوسف حويك: جبران في باريس (المكتبة الشعبية 1976، نيويورك).

## لوحاته
رسم الحويك «سيدة الأحزان السبعة» و«المسيح في حديقة الزيتون» وتبرع بها لبنات الإحسان في سانت فنسنت دي بول، باريس.

## منحوتاته
- نحت البطريرك الياس حويك
- نحت يوسف بك كرم
- نحت داوود كورم الرسام
- النحت في برج دي بولوني في عام 1938.
- التمثال الأول لميدان الشهداء في بيروت (في عام 1916 سميت الساحة بميدان الشهداء تكريما للقوميين اللبنانيين الذين أعدمهم العثمانيون. نصب الشهداء الأول عبارة عن امرأتان، مسلمة ومسيحية، وهو معروض الآن في حديقة متحف سورسوك).